# 周俊 (康熙進士)
周俊，贵州贵阳人，清朝政治人物、進士出身。

## 生平
康熙四十五年（1706年）丙戌科進士，三甲二百十二名，授翰林院庶吉士。